# Chris & Co
Chris & Co was van 1998 tot 2004 een televisieprogramma op de zender VT4 in productie van "DED's it" rond de typetjes van de Belgische imitator en acteur Chris Van den Durpel. Er werden zeven seizoenen van opgenomen. Het programma haalde gemiddeld meer dan een half miljoen kijkers. Een aantal van de typetjes hernam Van den Durpel later tijdens zijn jaren bij VTM in "Allemaal Chris".
Het aantal acteurs die gastrollen in de serie speelde, lag zeer hoog. Bijdragen waren er onder meer van Katelijne Verbeke, Sien Eggers, Camilia Blereau, Axel Daeseleire, Tuur De Weert, Jaak Van Assche, Warre Borgmans, Viv Van Dingenen, Ron Cornet, Marleen Merckx, Rilke Eyckermans, Saartje Vandendriessche en Els Olaerts.